# Casa Senyorial de Juzefinova
La Casa Senyorial de Juzefinova (en letó: Juzefinovas muiža) es troba a la regió històrica de Latgàlia, al municipi de Preiļi de l'est de Letònia. La construcción de l'edifici va començar el 1860 i es va acabar el 1863. Fins al 1922 la propietat pertanyia a la família Mohl. Entre els anys 1922 i 2003 va allotjar l'escola primària Ārdava.